# 4055 Магеллан
4055 Магеллан (4055 Magellan) — астероїд головного поясу, відкритий 24 лютого 1985 року.
Тіссеранів параметр щодо Юпітера — 3,886.
Названо на честь португальського мореплавця Фернана Магеллана